# 希臘飲食

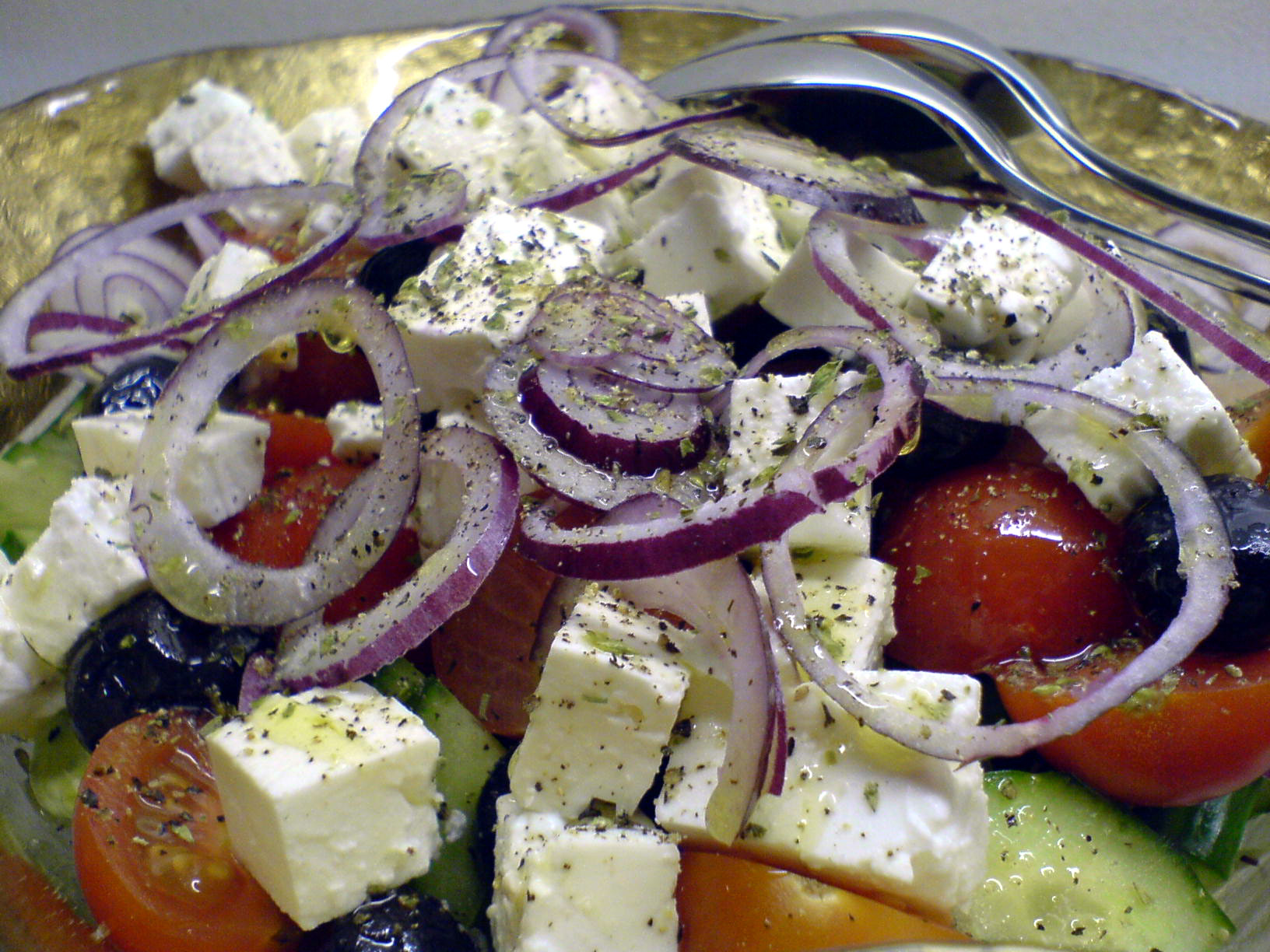
希腊沙拉

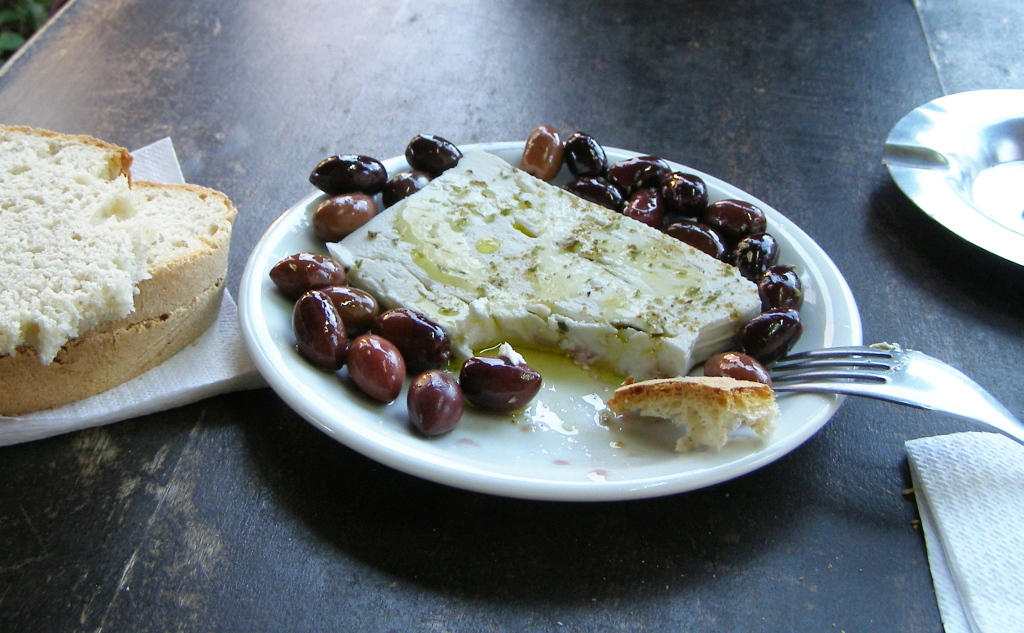
希腊奶酪以及橄榄

希臘飲食（希臘語：Ελληνική Κουζίνα）为典型的地中海风格，影响了意大利、巴尔干诸国、土耳其等国。广泛使用橄榄油、蔬菜、香草、谷物，以及面包、酒、鱼，各种肉类，包括家禽，兔和猪等。

## 主要特色菜肴

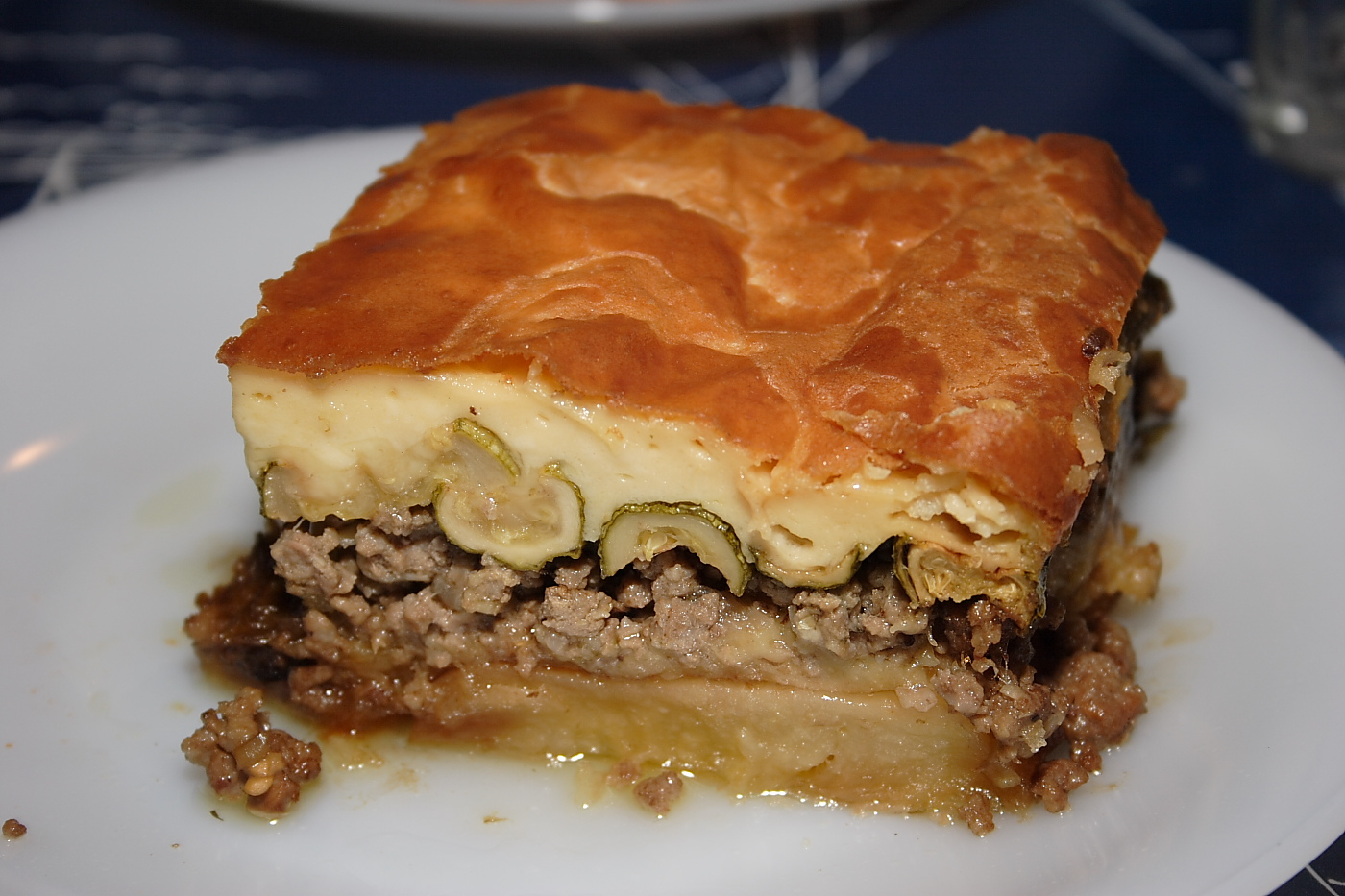
希腊木莎卡

- 希腊沙拉
- 希腊木莎卡（Moussaka）
- 希腊烤肉（Souvlaki）
- 希臘旋轉烤肉
- Pita面包

## 酒类

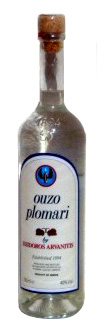
一瓶希腊Ouzo酒

- Ouzo，一种白酒